# Inmigración serbia en Venezuela
Los serbios-venezolanos son ciudadanos venezolanos de ascendencia serbia o una persona nacida en Serbia que reside en Venezuela.
La población serbia asentada en el país estaba formada principalmente por emigrantes políticos, que llegaron a Venezuela después de la Segunda Guerra Mundial, debido a desacuerdos con el entonces régimen comunista yugoslavo. La población estimada de serbios-venezolanos oscila entre 1000 y 2000.
En 1955 fundaron la Comunidad Cristiana Ortodoxa Serbia en Caracas. Posteriormente construyeron la Iglesia Ortodoxa Serbia en 1966, donde asistió a la consagración el rey Pedro II de Yugoslavia. El Club Social Serbio del estado Aragua fue fundado en 1965 por un grupo de inmigrantes llegados al país desde Yugoslavia con el fin de preservar y promover las costumbres, religión, cultura y folclore de Serbia, con toda la comunidad asentada en el país sin distinción de raza o credo, compartiendo en un mismo espacio con las actividades de la Iglesia San Juan Bautista que pertenece a la recién fundada Eparquía serbia de Buenos Aires y Sudamérica.

## Venezolanos de ascendencia serbia
- Ratomir Dujković, Jugador y entrenador de fútbol.
- Vladimir Popović, Jugador y entrenador de fútbol.
- Miguel Socolovich Jugador de béisbol.
- Veruska Ljubisavljević, Modelo y concursante de belleza.
- Milenko Dučić, Urologo Internacional.